# 1907

## أحداث
- تأسيس مدينة فلوريدا، كوبا وتقع حاليا في كوبا.
- تأسيس مدينة باتامبانج وتقع حاليا في كمبوديا.
- تأسيس مدينة جينجا وتقع حاليا في أوغندا.
- 25 يوليو: تأسيس مدينة سان بيدرو وتقع حاليا في الأرجنتين.
- إنشاء النادي الأهلي المصري، برئاسة الإنجليزي ميشيل إنس وبعدها بسنة أصبح النادي الأهلي برئاسة المصريين فقط
- تشييد مدرسة سيدي زيان بمدينة وجدة، التي تعد أول مؤسسة للتعليم الرسمي العمومي بالمغرب.
- تأسيس الجيش السلطاني العماني حيث برزت أول طلائعه في عـام 1907 م حين تشكــلت أول قوة عرفت بحاميـــة مسقط

## مواليد
- ألكسندر تود
- أمير سجريف الدين
- أوسكار نيماير
- إبراهام شتيرن
- إدوين ماكميلان
- إلزه كورن
- الحاج محمد العنقة
- الدمرداش توني
- بالدور فون شيراخ
- بدر لاما
- بشير فهمي فحيمة
- بيير منديس فرانس
- تاكيو ميكي
- تشارلز إيمس
- جواد علي
- جوسيب ساميتيير
- جون وين
- جيمس ميد
- حافظ محمود
- حامد جوهر
- حسني فريز
- حميد فرنجية
- دانيال بوفه
- سلمان المرشد
- سيرجي كوروليوف
- صالح بن يوسف
- عبد السلام عباس المكاوي
- عبد الله بن علي القصيمي
- عبد الوهاب مرجان
- فرانسوا دوفالييه
- فرانك ويتل
- فريد سميكة
- فريدا كاهلو
- كاثرين هيبورن
- كفيرين إنجاسر
- لوشين لورين
- لويس دي كارلوس
- لين بياو
- مبارك البكاي
- محمد المجذوب
- محمد فرغلي
- محمد مندور
- معروف الدواليبي
- نقولا زيادة
- هانز ينسن
- هيرجيه
- يوكاوا هيديكي

### مايو
- 20 مارس - الشاعرة والأديبة المصرية جميلة العلايلي.

- 16 مايو - انتونين بوس لاعب كرة قدم تشيكوسلوفاكي
- 26 مايو - أحمد حسن الباقوري

### يونيو
- 7 يونيو - الشيخ مصطفى إسماعيل قارئ القرآن المعروف.

### يوليو
- 29 يوليو - أحمد عبد العزيز

### أغسطس
- 3 أغسطس - الشاعر التونسي محمد الحليوي.

### أكتوبر
- 5 أكتوبر - جان-لويس لويس فنان فرنسي

### نوفمبر
- 28 نوفمبر - ألبيرتو مورافيا
- 29 نوفمبر - هوراس باركر، عالم كيمياء حيوية وعالم أحياء دقيقة أمريكي.

### ديسمبر
- 23 ديسمبر - مؤسس منظمة شتيرن الصهيونية أبراهام شتيرن.

## وفيات
- جوزويه كاردوتشي
- جون لونغ روث
- ضويحي بن رميح
- ديميتري مندلييف
- رينه سولي برودوم
- سيدني بيرهام
- صوفي يونغهانز
- لورد كلفن
- لينا فالتر
- محمد العزيز بوعتور
- هنري مواسان
- هيكتور مالو
- ويليام لي بارون جيني
- ويليم هنري بيركين
- 2 فبراير ديمتري مندلييف الكيميائي الروسي
- ضويحي بن رميح شاعر كويتي
- رشيد الخوري الشرتوني

## نال جائزة نوبل
- في الفيزياء – الأمريكي ألبرت ميكلسون.
- في الكيمياء – الألماني إدوارد بوخنر.
- في الطب – الفرنسي شارل لافران.
- في الأدب – البريطاني روديارد كبلنغ.
- في السلام – ممناصفة بين الإيطالي إرنيستو تيودورو مونيتا والفرنسي لويس رينو.